# Срджан Асан Керім
Срджан Аса́н Кері́м (мак. Срѓан Асан Керим, Srǵan Asan Kerim) (1948), македонський державний діяч, дипломат.

## Біографія
Народився 12 грудня 1948 в Скоп'є. У 1971 закінчив Белградський університет, економічний факультет. Доктор економічних наук. Володіє: англійською, німецькою, французькою, італійською, македонською мовами.
З 1976 по 1978 — член Президії Молодіжної федерації Югославії.
З 1986 по 1989 — міністр зовнішньоекономічних зв'язків Македонії.
З 1989 по 1991 — заступник міністра закордонних справ Югославії.
З 1992 по 1994 — віце-президент компанії «Copechim-France», Париж.
З 1994 по 2000 — Надзвичайний і Повноважний Посол Македонії в Німеччині.
З 1995 по 2000 — Надзвичайний і Повноважний Посол Македонії в Швейцарії.
З 1995 по 2000 — Надзвичайний і Повноважний Посол Македонії в Ліхтенштейні.
З 1999 по 2000 — спеціальний посланець Генерального координатора Пакту стабільності для Південно-Східної Європи.
З 2000 по 2001 — міністр закордонних справ Македонії.
З 2001 по 2003 — постійний представник Македонії в Організації Об'єднаних Націй.
З 2003 по 2006 — голова македонсько-німецької економічної асоціації.
З 2006 — почесний голова македонсько-німецької економічної асоціації.
З 2007 по 2008 — голова Генеральної Асамблеї ООН.